# Polska Agencja Rozwoju Turystyki
Polska Agencja Rozwoju Turystyki SA w Likwidacji – agencja działająca w formie prawnej spółki akcyjnej, która działała na polskim rynku inwestycji turystycznych w latach 1993–2014. Była jedną z najstarszych w Polsce grup, które świadczyły usługi doradcze i finansowe w zakresie turystyki. Kapitał zakładowy spółki wynosił 31 739 000 zł i został wpłacony w całości.

## Historia i cele działalności
W dniu 7 stycznia 2014 roku Nadzwyczajne Walne Zgromadzenie Akcjonariuszy postanowiło rozwiązać Spółkę i postawić ją w stan likwidacji.
Głównym celem organizacji było:
- uczestniczenie w tworzeniu i realizacji projektów, programów wspierających rozwój przemysłu turystycznego oraz towarzyszącej mu infrastruktury. A także wspomaganie rozwoju już istniejących przedsiębiorstw branży turystycznej na rynku polskim.

Działalność agencji obejmowała m.in.:
- konsulting w zakresie kreowania polskich marek turystycznych,
- działalność inwestycyjną,
- pośrednictwo inwestycyjne i finansowe (poszukiwanie źródeł finansowania projektów dla klientów Spółki, kojarzenie ewentualnie firm, które w danej inwestycji mogłyby współpracować,
- kompleksową obsługę inwestorów, polegającą m.in. na doradztwie prawnym, finansowym oraz poszukiwaniu lokalizacji pod nowe inwestycje turystyczne.

## Zarząd

### Prezesi Polskiej Agencji Rozwoju Turystyki
- od 1 stycznia 2008 do 22 marca 2009 – Anna Somorowska;
- od 23 marca 2009 do 8 września 2011 – Andrzej Saja;
- do 9 września 2011 do 13 maja 2014 – Michał Nykowski;

Wojciech Fedyk, były prezes Polskiej Organizacji Turystycznej, figurujący później jako przewodniczący Rady Nadzorczej na oficjalnej stronie agencji, nie był formalnie prezesem agencji.

### Aktualny skład reprezentacji Zarządu[2]
- Rafał Szmytke, członek Rady Nadzorczej, były prezes Polskiej Organizacji Turystycznej;
- Halina Trojanowska, członek Rady Nadzorczej, główna księgowa Polskiej Organizacji Turystycznej;
- Jan Błoński, członek Rady Nadzorczej, prezes Mazowieckiej Regionalnej Organizacji Turystycznej;
- Magdalena Ragus, likwidator, dyrektor Departamentu e-Informacji Polskiej Organizacji Turystycznej.

Od 31 maja 2017 roku członkom Rady Nadzorczej nie przysługuje wynagrodzenie.

## Akcjonariusze
Według informacji ze strony internetowej agencji w dniu 9 września 2016 roku struktura własności akcji agencji była następująca:
- Polska Organizacja Turystyczna – 98,11%
- Polska Izba Turystyki – 0,03%
- Akcje Własne – 1,86%